# Lomikámen zrnatý
Lomikámen zrnatý (Saxifraga granulata) je vytrvalá bylina z řádu lomikamenotvarých.

## Popis
Lomikámen je vytrvalá bylina se vzpřímenou lodyhou, dorůstající výšky 20–50 cm. Spodní růžice listů kryje rozmnožovací cibulky. Jejich čepele jsou ledvinaté, naspodu uťaté nebo srdčité, jejich řapíky jsou jedenkrát delší než čepele. Lodyžní listy jsou nečetné, oddálené, vpředu laločnaté bez cibulek. Lomikámen má bílé chudokvěté květenství lata. Jednotlivé kvítky mají kalich složený z pěti lístků, jež spolu naspodu srůstají v češuli, s cípy přitupělými a podlouhle vejčitými. Deset tyčinek v kvítku jsou delší než korunní lístky. Semeník je ze dvou plodolistů. Plod je vejčitá tobolka. Kvete od května do července.

## Výskyt
Roste na travnatých stráních, na sušších loukách i ve světlých lesích. Vyskytuje se jak v rovinách tak i v pahorkatinách. Je rozšířen z Maroka a Iberského poloostrova na východ až do Ruska. V Maroku vystupuje až do výše 2400 m n. m. Pasoucí se dobytek tuto rostlinu nespásá.

## Lékařství
Nakyslé rozmnožovací cibulky byly dříve v lékařství používány k rozpuštění močových kamínků.

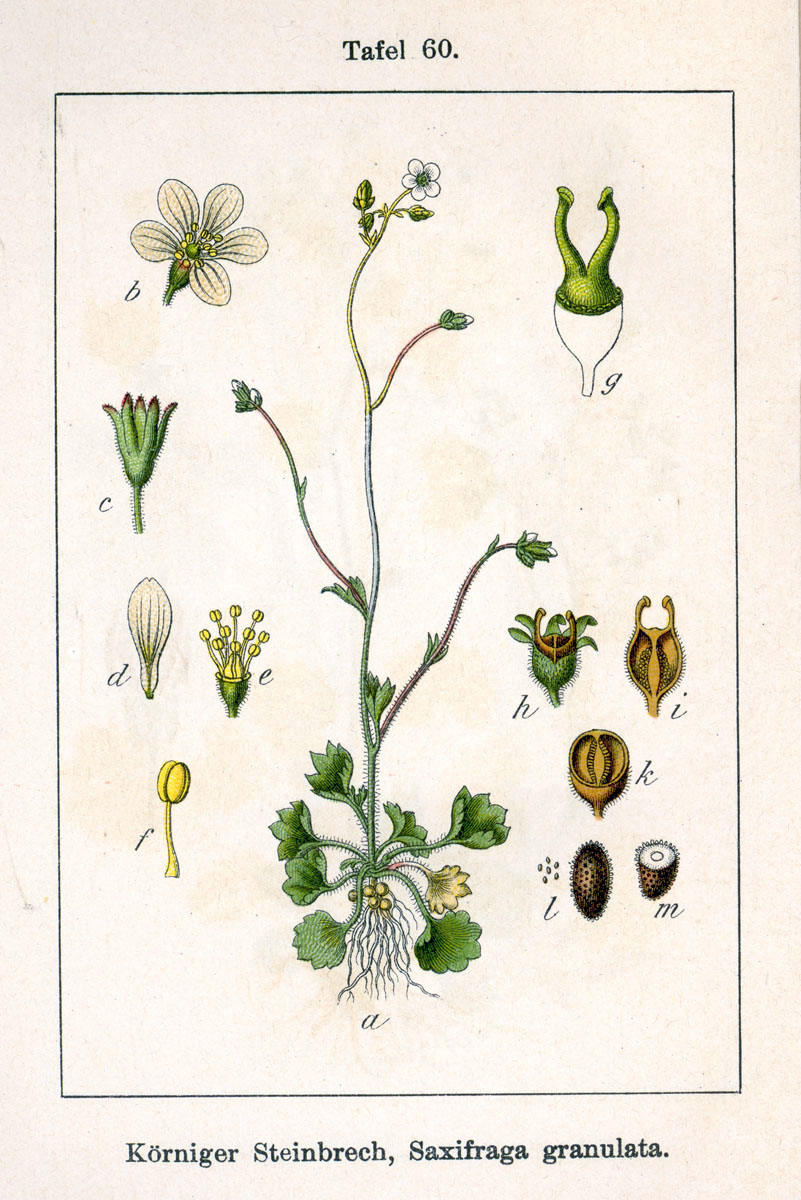
Botanický nákres
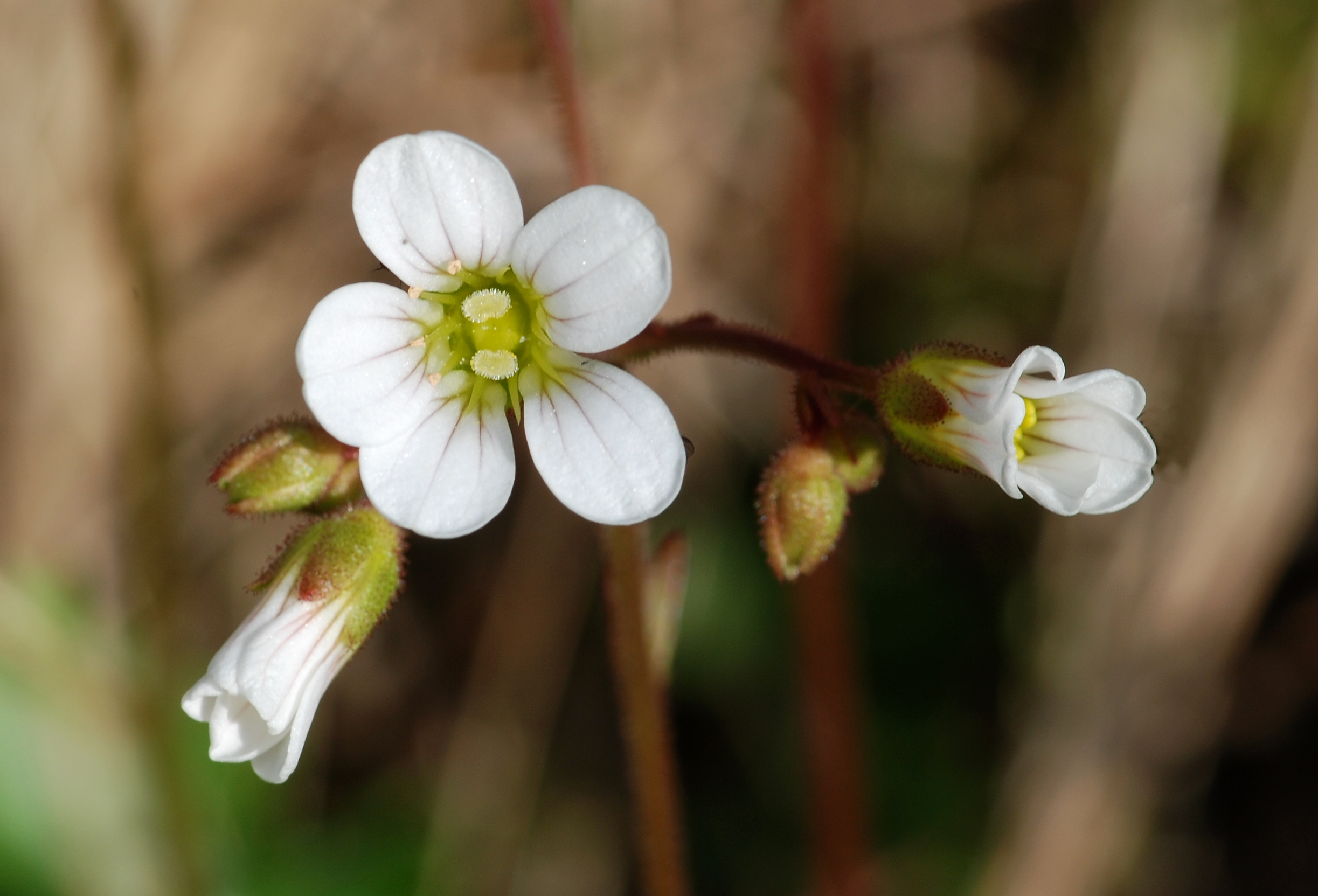
Detail kvítku